# 1280 Baillauda
1280 Baillauda (1933 QB) là một tiểu hành tinh nằm phía ngoài của vành đai chính được phát hiện ngày 18 tháng 8 năm 1933 bởi Delporte, E. ở Uccle.
(1280) Baillauda có đường kính khoảng 50.83 km và quay một ngày trong 12.6 giờ.
Tên của nó không được đặt theo nhà thiên văn học nổi tiếng Benjamin Baillaud mà được đặt theo con của ông Jules Baillaud, cũng là một nhà thiên văn học, người đã duy trì đài quan sát của Pic du Midi de Bigorre từ 1937 tới 1947.